# Aile (serie de televisión)
Aile es una serie de televisión turca producida por Ay Yapım y emitida por Show TV desde el 7 de marzo de 2023 hasta el 30 de enero de 2024. Está protagonizada por Kıvanç Tatlıtuğ y Serenay Sarıkaya.

## Trama
Aslan Soykan, que proviene de una familia conocida, pero disfuncional cuyos negocios no se considerarían totalmente legales, carga consigo una historia llena de maltrato y abandono emocional de parte de sus padres que se refleja en las relaciones pasajeras que tiene hasta que conoce a Devin Akin, una psicóloga con una historia similar a la suya que logra cautivarlo desde el primer momento.
A medida que sus vidas se entrelazan, entre mentiras y problemas, se darán cuenta que a veces las familias guardan secretos que pueden destruirlas desde el interior y que, en ocasiones, el amor es más una prueba que enfrenta los lazos de la sangre con los del corazón.

## Reparto
- Kıvanç Tatlıtuğ como Aslan Soykan
- Serenay Sarıkaya como Devin Akin Soykan
- Nejat İşler como Cihan Soykan
- Nur Sürer como Hülya Soykan
- Canan Ergüder como Leyla Soykan Sayıcı
- İpek Tenolcay como Neşe
- Emel Göksu como Seher Soykan
- Musa Uzunlar como İlyas Koruzade
- Levent Ülgen como İbrahim Soykan
- Rüçhan Çalışkur como Kıymet Koruzade
- Selin Şekerci como Serap Koruzade
- Ayda Aksel como Nedret Soykan

## Temporadas
| Temporada | Temporada | Episodios | Rango de episodios | Emisión original     | Emisión original    |
| Temporada | Temporada | Episodios | Rango de episodios | Inicio               | Final               |
| --------- | --------- | --------- | ------------------ | -------------------- | ------------------- |
|           | 1         | 13        | 1 - 13             | 7 de marzo de 2023   | 30 de mayo de 2023  |
|           | 2         | 17        | 14 - 30            | 3 de octubre de 2023 | 30 de enero de 2024 |